# Rigadin et la Tante à héritage
Pour plus de détails, voir Fiche technique et Distribution.
Rigadin et la Tante à héritage est un film muet français réalisé par Georges Monca, sorti en 1912.

## Fiche technique
- Titre : Rigadin et la Tante à héritage
- Réalisation : Georges Monca
- Scénario : Henri Jeanne Magog
- Photographie :
- Montage :
- Société de production : Pathé Frères
- Société de distribution : Pathé Frères
- Pays d'origine :  France
- Langue : film muet avec les intertitres en français
- Métrage : 225 mètres
- Format : Noir et blanc — 35 mm — 1,33:1 — Muet
- Genre :  Comédie
- Durée : 7 minutes et 30 secondes
- N° de catalogue Pathé : 4854
- Dates de sortie : 
  - France : 23 février 1912

## Distribution
- Charles Prince : Rigadin
- Amélie Diéterle : la tante
- Fernand Tauffenberger
- Andrée Pascal
- Lola Noyr
- Gabrielle Debrives